# Міжнародний культурний центр (МЦК)
Міжнародний культурний центр (МЦК) — культурна установа, що існує з 1991 року в кам'яниці «Під Круками» на Ринковій площі Кракова . Його діяльність зосереджена на багатовимірному підході до культурної спадщини . Девізами закладу є: досягнення європейської цивілізації, мультикультуралізм Центральної Європи, ідентичність та історична пам'ять, діалог культур і суспільств, охорона пам'яток, культурна політика, феномен історичного міста, а також зародження та розвиток сучасного мистецтва.

## Історія
МЦК було урочисто відкрито 29 травня 1991 року під час Наради з безпеки та співробітництва в Європі (НБСЄ), що відбулася в Кракові, де вперше після падіння залізної завіси представники країн Сходу та Заходу обговорили питання культури та спадщини. MЦК був першою культурною установою нового покоління, заснованою в Польщі — з ініціативи першого некомуністичного уряду Тадеуша Мазовецького — після перелому 1989 року, з Краковом як його місцеперебуванням. Вибір був невипадковий, адже протягом двохсот років Краків, як важлива європейська метрополія, був лабораторією думки про спадщину. Розташування в центрі Кракова, і водночас у серці Центральної Європи, сприяє реалізації місії підтримки культурної інтеграції Європи та захисту її культурної спадщини.

## Директори
- Яцек Пурхла (1991—2017);
- Агата Вомсовська-Павлік (від 2018 р.)

## Основні сфери діяльності
МЦК працює на двох рівнях, спрямовуючи свої цілі, з одного боку, на місцеву аудиторію та туристів, які є основними одержувачами виставок та освітніх програм, але, перш за все, на спеціалізовані установи, дослідників, експертів і політиків, які створюють стратегії для культури та спадщини на міжнародному форумі . Завдяки членству в численних культурних мережах і присутності в різних органах, МЦК представляє голос Польщі в міжнародній дискусії з питань культурної спадщини, і в той же час готує і залучає місцеву аудиторію до участі в цих дебатах. МЦК виконує свою місію в Кракові та для Кракова, але водночас транскордонно для Польщі та Центральної Європи.
МКЦ є національною культурною установою наукового, дослідницького, освітнього та інформаційного характеру. Інститут європейської спадщини, що діє в його структурах, у співпраці з іноземними партнерами реалізує міжнародні дослідницькі проекти, організовує конференції та семінари, що є результатом міжнародної діяльності, досліджень і знань, накопичених роками, а також керує однією з найсучасніших спеціалізованих бібліотек у галузі культурної спадщини в Польщі. Освітня діяльність включає програми для дітей та молоді, що супроводжують виставки, оригінальні проекти для шкіл, міжнародні літні курси, наукові семінари та аспірантуру. Багатомовні книги та альбоми, видані МЦК, дозволяють охопити не лише польських, а й закордонних читачів, а виставкова програма галереї МЦК знайомить публіку з широким спектром світового мистецтва та архітектури. Девізом діяльності МКЦ є міждисциплінарність. Він діє в багатьох галузях, поєднує різні точки зору, використовує досягнення багатьох галузей, щоб мати можливість ділитися знаннями в галузі культурної спадщини в найширшому, але узгодженому та об'єктивному вигляді в універсальному вимірі.

## Виставки
Виставки, організовані МЦК у галереї Міжнародного культурного центру, наближають глядачів до найважливіших явищ зі світу мистецтва та архітектури, особливо XIX-ХХ століть. Програма галереї МЦК зосереджена на досягненнях центральноєвропейських культур, але є також виставки європейського мистецтва, а також мистецтва, що представляє інші континенти, в тому числі Америки, Азії та Австралії. У галереї представлені живопис, графіка, фотографія, скульптура, архітектурні проекти. У галереї МЦК ви можете переглянути монографічні та перехресні виставки, що демонструють особистей, тенденції та колекції. Програма виставки включає постійні цикли: мистецтво авангарду та раннього модернізму першої половини 20 століття, польських художників, які працюють за кордоном, володарів гран-прі Міжнародної трієнале графіки у Кракові, майстерні гравюри з колекції друкарні та бібліотеки Польської академії мистецтв і наук, фотографії 20 ст., видатні архітектори першої половини 20 ст.

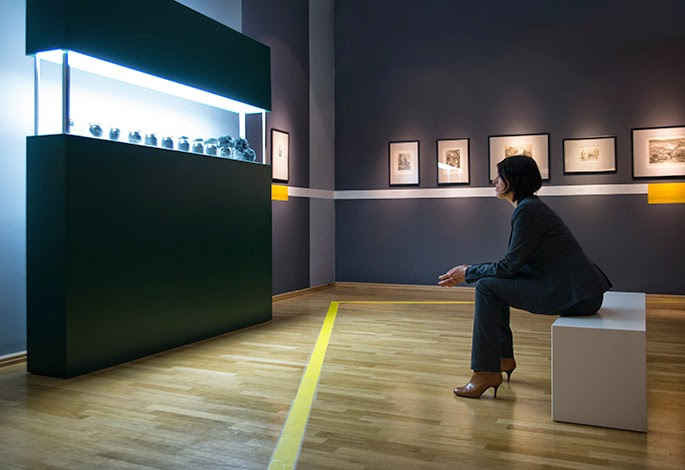
Розведення, 2010 Рогалінський, Праця жінки ніколи не закінчується, Міжнародний культурний центр у Кракові, 2013

## Конференції
Організація спеціалізованих, міждисциплінарних конференцій і міжнародних семінарів безпосередньо пов'язана з дослідницькою місією, яку проводить МЦК. Їхні теми зосереджуються навколо питань, пов'язаних із культурною спадщиною в широкому розумінні. Багато з них реалізуються у співпраці з іноземними організаціями та партнерськими установами, наприклад, з Радою Європи, Міжнародною радою з охорони пам'яток, Генеральним директоратом з питань культурної спадщини в Осло, Індійським національним фондом мистецтва та культурної спадщини в Нью-Делі, а також інститутами культури. Вони відбуваються не лише в приміщеннях кам'яниці «Під Круками», а й за кордоном, наприклад, в Барселоні, Санкт-Петербурзі або Єрусалимі .

## Тести
Дослідницьку місію МЦК виконує Інститут європейської спадщини, який ініціює дослідження культурної спадщини та виступає партнером у міжнародних дослідженнях. Він приділяє особливу увагу державам-членам Вишеградської групи та сусіднім з Польщею країнам. МЦК координує, напр. Стипендіальну програму «Thesaurus Poloniae», що заснована Міністерством культури та національної спадщини, призначена для іноземних дослідників, які займаються культурою, історією та мультикультурною спадщиною колишньої та сучасної Республіки Польща, а також широкого розуміння Центральної Європи.

## Діяльність у культурних мережах
Діяльність МЦК базується на співпраці з іноземними партнерами — організаціями, установами, дослідниками та спеціалістами. Через членство в культурних мережах і міжнародних організаціях МЦК бере участь у формуванні міжнародних правових норм у різних сферах культури, бере участь в обговоренні фундаментальних питань у сфері спадщини та її охорони, а також стежить за постійно зростаючими досягненнями культурних інституцій і організацій у сфері досліджень та реалізованих проектів. МЦК є членом:
- Євро-Середземноморського фонду культурного діалогу ім. Анни Лінд;
- Європейської мережі навчальних центрів управління культурою;
- Європа Ностра;
- Мережа «Культурелінк» — Мережа досліджень і співпраці в галузі культурного розвитку[1];
- RIHA — Міжнародна асоціація дослідницьких інститутів історії мистецтва.

МЦК також керує центральноєвропейським веб-сайтом про мистецтво та спадщину — Art Historian Information from Central Europe (AHICE).

## Публікації
Книги МЦК, неодноразово нагороджені за високу редакційну якість (наприклад, у конкурсах «Найкрасивіші книги року»), є вітриною установи. МЦК видає супровідні альбоми до виставок, наукові праці в галузі спадщини (зокрема серію «Центральноєвропейська бібліотека»), публікації до конференцій, а також есе. Особливе місце серед публікацій посідає серія, що виходить з 1993 року і присвячена дослідженню мистецтва та спадщини східних теренів колишньої Республіки Польща. З 2010 року МЦК видає «Herito», щоквартальний журнал, присвячений широкому розумінню спадщини Центральної Європи. Видання МЦК доступні в книжковому магазині, розташованому в галереї МЦК, та в книжковому інтернет-магазині МЦК.

## Бібліотека та читальний зал Роланда Бергера
У спеціалізованій бібліотеці зібрана вітчизняна та зарубіжна наукова література, присвячена проблемам широкого розуміння культурної спадщини та нової філософії управління нею. У колекції понад 21 000 книжок і близько 430 томівназв періодичних видань. Вона охоплює такі галузі: історія та теорія культури, етнографія та ідентичність Центральної Європи, мистецтво, архітектура та містобудування, література про національні меншини, міжкультурний діалог, управління історичними містами, охорона пам'яток та культурної спадщини, відносини між культурою та розвитку.
Читальний зал, обладнаний завдяки підтримці Roland Berger Strategy Consultants, наразі містить 12 мультимедійних стендів для читачів, де можна використовувати, напр. з чотирьох іноземних баз даних: JSTOR, CEEOL, E-brary та Humanities E-book. Ці бази даних надають доступ до електронних версій повнотекстових статей із наукових журналів та електронних книг. Завдяки їм ви можете отримати доступ до цінних матеріалів, часто недоступних у Польщі. Вони пропонують доступ до 16 800 назв книг і статей, опублікованих у 870 назвах журналів.

## Академія спадщини
Аспірантуру «Академії дитинства» було засновано у 2001 році Міжнародним культурним центром та Малопольською школою державного управління Краківського економічного університету . Лекції та семінари охоплюють економічні, правові та соціальні питання, які складають основу сучасної філософії охорони спадщини. Студенти навчаються методам охорони культурної спадщини та управління її ресурсами. Частиною програми є польові семінари, які проводяться в історичних будівлях, а також виїзні семінари з управління установами культури та управління об'єктами спадщини. Навчальна програма охоплює два семестри занять і здійснюється за такими тематичними блоками: теорія культурної спадщини; правові та фінансові аспекти охорони спадщини; історія культури і мистецтва; індустрії культури та форми обміну спадщиною; маркетинг, просування та комунікація; місцеве самоврядування та просторове планування. Основні адресати програми — працівники пам'яткоохоронної служби та закладів культури. Науковий склад Академії складається з фахівців у галузі охорони спадщини та ревіталізації історичних комплексів, директорів, кураторів та реставраторів історичних комплексів та музейних колекцій. З Академією Спадщини співпрацюють: проф. Войцех Балус, проф. Єжи Хауснер, Павел Ясканіс, проф. Анджей Роттермунд, проф. Богуслав Шмигін .
У 2012 році відбулося урочисте відкриття 7-го випуску Академії спадщини, в рамках якої навчалися 27 осіб.

## Thesaurus Poloniae
Thesaurus Poloniae — тримісячна стипендіальна програма Міністра культури та національної спадщини Республіки Польща, організована Міжнародним центром культури. Програма існує з 2009 року. До 2013 року було проведено 9 випусків за участю 44 науковців із 24 країн (Вірменія, Азербайджан, Білорусь, Китай, Чехія, Франція, Грузія, Іспанія, Іран, Японія, Канада, Молдова, Німеччина, Росія, Румунія, Сербія, Словаччина, Україна, США, Угорщина, Велика Британія, Італія, Литва, Бельгія). Програма адресована іноземним науковцям, які проводять дослідження з культури, історії та мультикультурної спадщини Польщі та Центральної Європи. Стипендіальна програма відкрита як для науковців, які займаються управлінням та охороною культурної спадщини, так і для теоретичних досліджень у галузі історії, соціології, етнографії, антропології тощо. Thesaurus Poloniae реалізується у двох категоріях: старша програма для професорів і викладачів із докторським ступенем і молодша програма для докторантів.

## Кам'яниця «Під круками»
Осередком МЦК є кам'яницею «Під круками» на Ринку Головному, 25, яка протягом століть є свідком найважливіших подій, що відбуваються в центрі Кракова. З вікон, які виходили на ренесансні Суконниці та готичну вежу ратуші, можна було спостерігати за прусським поклоном 1525 р., повстанням Костюшка (1794 р.), похоронною процесією Юзефа Пілсудського (1935 р.), королівським в'їздом, поклоном королям, урочистостями, парадами, мітингами, державними церемоніями, а також заворушеннями, демонстраціями та революціями (1846 р., Весна народів 1848 р. або воєнний стан). Сама кам'яниця протягом століть була аристократичним палацом, краківським світським салоном, резиденцією старости, банком, резиденцією NSDAP для Генерального уряду, а потім Комітету Польської робітничої партії, резиденцією видавництва, танцювальної школи, книгарні, а з 1991 р. — місцезнаходженням та вітриною MЦК.
Історія кам'яниці «Під круками» сягає часів отримання Краковом магдебурзького права у 1257 році, але теперішній вигляд вона має з XIX століття, коли дві середньовічні кам'яниці були об'єднані. Найбільш ранній етап існування кам'яниці представлений лабіринтом готичних підвалів, а період Відродження — збереженою дерев'яною стелею передпокою та тосканською колоною на першому поверсі. У вересні 1880 року, коли в будівлі розміщувався Галицький торгово-промисловий банк, її, як першу будівлю в Кракові, було освітлено електричним світлом. Під час Другої світової війни в рамках пристосування будинку для потреб НСДАП було розбудовано подвір'я, створено конференц-зал, а також надбудовано четвертий поверх флігеля. Ренесанс кам'яниці «Під круками» розпочався у 1990-х роках, коли вона, як резиденція MЦK, зазнала двоетапної реконструкції за проектом краківського архітектора Ромуальда Логлера. У 1998—2005 роках було перебудовано та модернізовано фасадну будівлю, в тому числі розташовану на першому поверсі Галерею, яку обладнали сучасною технічною інфраструктурою та створили сучасний конференц-комплекс «Під круками». У 2006—2008 роках будівлю флігеля було адаптовано для потреб МЦК, який отримав Панорамний зал з мальовничим оглядовим майданчиком, накритим скляним дахом, а на даху конференц-залу споруджено засклений патіо, що дозволило розширити конференц-комплекс та отримати додаткові виставкові площі.

## Виноски
1. ↑  Strona Culturelink Network